# ありがとう!チャンピイ
『ありがとう!チャンピイ〜日本初の盲導犬誕生物語』は、2008年9月13日にフジテレビジョンの「土曜プレミアム」枠にて放映された、単発スペシャルのテレビドラマである。視聴率10.0%。
日本第一号の盲導犬チャンピイ、チャンピイを育て上げた塩屋賢一、盲導犬としての調教を依頼した河相洌。それぞれの活躍と苦闘を描いている。

## キャスト
- 塩屋賢一：高嶋政伸
- 河相洌：伊藤淳史
- 山中一枝：福田麻由子
- 河相玲子：本仮屋ユイカ
- 塩屋和子：桜井幸子
- 河相達夫：橋爪淳
- 河相富：和泉ちぬ
- 三田村茂：渡辺いっけい
- 塩屋隆男：広田亮平
- 美元
- 大野真緒
- 路川あかり
- 大堀こういち
- 田口主将
- 真下有紀
- 山口君
- 戸田昌宏
- 尾崎右京
- 西田聖志郎
- 日野弘毅
- 水野典勝
- 鈴木健介
- 竹島正義
- 中脇樹人
- 日向勉

## スタッフ
- 脚本：寺田敏雄
- 演出：本橋圭太
- ロケ協力：上越フィルムコミッション、とちぎ映像支援隊、茨城フィルムコミッション、水郷佐原観光協会、大井川鐵道、上越市四ヶ所町内会、上越市戸野目町内会、東京女子大学、江戸東京たてもの園 ほか
- 劇用車：マエダオート
- カースタント：野呂慎治
- 技術協力：ニューテレス
- 美術協力：フジアール
- 編集・MA：バウムレーベン
- 企画：立松嗣章
- プロデューサー：塚田哲也、及川博則
- 演出補:加藤伸一
- 協力：アイメイト協会、河相洌
- 製作：フジテレビ、アズバーズ

## テーマ曲
- 『糸』：中島みゆき